# ティム・マイナー
ティモシー・"ティム"・P・マイナー（Timothy "Tim" P. Minear, 1963年10月29日 - ）は、アメリカ合衆国の脚本家、監督である。

## 生い立ち
ニューヨーク州ニューヨークで生まれ、カリフォルニア州ウィッティアで育つ。カリフォルニア州立大学ロングビーチ校で映画を学んだ。

## キャリア
1986年の映画『プラトーン』では助監督を務めた。1990年代にはテレビシリーズ『Xファイル』、『Zorro』、『新スーパーマン』の脚本を執筆した。『ストレンジ・ワールド』、『エンジェル』、『ファイヤーフライ 宇宙大戦争』、『Wonderfalls』、『The Inside』などではプロデューサーや監督も務めた。
企画を務めたテレビシリーズ『Drive』は2007年4月にフォックスで放送が始まったが、4話で打ち切られた。その後、2007年7月4日に追加で2話の放送が予定されたが、7月13日に変更され、結局中止となった。

## 主なフィルモグラフィ
- 新スーパーマン Lois and Clark: The New Adventures of Superman (1996-1997)
  - 第4シーズン第5話「Brutal Youth」 脚本
  - 第4シーズン第11話「'Twas the Night Before Mxymas」 脚本
  - 第4シーズン第14話「Meet John Doe」 脚本
  - 第4シーズン第20話「I've Got You Under My Skin」 脚本

- Xファイル The X-Files (1997-1998)
  - 第5シーズン第8話「狐狩り（英語版）」 脚本
  - 第5シーズン第16話「マインド・アイ（英語版）」 脚本

- ストレンジ・ワールド Strange World
  - 第1シーズン第2話「Lullaby」 脚本
  - 第1シーズン第4話「Spirit Falls」 脚本

- エンジェル Angel (1999-2003)
  - 第1シーズン第5話「感受性（英語版）」 脚本
  - 第1シーズン第9話「ヒーロー（英語版）」 脚本
  - 第1シーズン第11話「夢遊病（英語版）」 脚本
  - 第1シーズン第15話「放蕩息子（英語版）」 脚本
  - 第1シーズン第19話「禁猟区」 脚本
  - 第2シーズン第2話「妄想のとりこ（英語版）」 脚本
  - 第2シーズン第7話「ダーラ（英語版）」 脚本・監督
  - 第2シーズン第9話「試練（英語版）」 脚本
  - 第2シーズン第10話「同窓会（英語版）」 脚本
  - 第2シーズン第15話「再び（英語版）」 脚本
  - 第2シーズン第16話「出現（英語版）」 脚本
  - 第2シーズン第21話「逆さの時空間（英語版）」 脚本・監督
  - 第3シーズン第3話「旧き仲間たち（英語版）」 脚本
  - 第3シーズン第6話「ビリー（英語版）」 脚本
  - 第3シーズン第9話「子守唄（英語版）」 脚本・監督
  - 第3シーズン第14話「疎外感（英語版）」 脚本・監督
  - 第3シーズン第20話「見知らぬ世界（英語版）」 監督
  - 第3シーズン第21話「祝福（英語版）」 脚本・監督
  - 第4シーズン第22話「Home」 脚本・監督

- ファイヤーフライ 宇宙大戦争 Firefly (2002-2003)
  - 第1シーズン第2話「列車強盗（英語版）」 脚本
  - 第1シーズン第3話「ブービートラップ（英語版）」 脚本・監督
  - 第1シーズン第8話「セレニティー号の危機（英語版）」 脚本
  - 第1シーズン第12話「遺言（英語版）」 脚本・監督

- Wonderfalls (2004)
  - 第1シーズン第2話「Karma Chameleon」 脚本
  - 第1シーズン第7話「Barrel Bear」 脚本、未放送

- The Inside (2005)
  - 第1シーズン第1話「New Girl In Town」 脚本・原案・監督
  - 第1シーズン第6話「Thief of Hearts」 脚本
  - 第1シーズン第10話「Little Girl Lost」 脚本
  - 第1シーズン第13話「Skin and Bone」 原案、未放送

- Drive (2007)
  - 「Unaired Pilot」 脚本
  - 第1シーズン第1話「The Starting Line」 脚本
  - 第1シーズン第2話「Partners」 脚本

- ドールハウス Dollhouse (2009-2010)
  - 第1シーズン第5話「神殿の子供たち」 脚本
  - 第1シーズン第12話「アルファ vs. オメガ」 脚本・監督
  - 第2シーズン第3話「さまよう殺人鬼」 脚本
  - 第2シーズン第11話「黒幕の正体（英語版）」 脚本・監督

- Terriers (2010)
  - 第1シーズン第11話「Sins of the Past」 脚本

- The Chicago Code (2011)
  - 第1シーズン第4話「Cabrini-Green」 脚本

- アメリカン・ホラー・ストーリー American Horror Story (2011-2013)
  - 第1シーズン第5話「恐怖のハロウィン 後編（英語版）」 脚本
  - 第1シーズン第11話「闇の出産（英語版）」 脚本
  - 第2シーズン第1話「ブライヤークリフ（英語版）」 脚本
  - 第2シーズン第7話「黒い翼（英語版）」 脚本
  - 第2シーズン第13話「狂気の終焉（英語版）」 脚本
  - 第3シーズン第2話「Boy Parts」 脚本